# Yungipicus kizuki
Yungipicus kizuki là một loài chim trong họ Picidae sinh sống ở châu Á. Đây là loài bản địa phía đông bắc của Trung Quốc, Triều Tiên, Nhật Bản và mũi phía đông nam của Nga.

## Phân loài
Loài này có các phân loài:
- Yungipicus kizuki amamii (Kuroda, 1922)
- Yungipicus kizuki kizuki (Temminck, 1836)
- Yungipicus kizuki kotataki (Kuroda, 1922)
- Yungipicus kizuki matsudairai (Kuroda, 1921)
- Yungipicus kizuki nigrescens (Seebohm, 1887)
- Yungipicus kizuki nippon (Kuroda, 1922)
- Yungipicus kizuki orii (Kuroda, 1923)
- Yungipicus kizuki permutatus (Meise, 1934)
- Yungipicus kizuki seebohmi (Hargitt, 1884)
- Yungipicus kizuki shikokuensis (Kuroda, 1922)